# Phenomenon
Phenomenon – trzeci studyjny album brytyjskiego zespołu UFO. Wydany w maju 1974 roku. Pierwsza płyta UFO z Michaelem Schenkerem.

## Lista utworów
| 1.  | "Oh My" (Schenker, Mogg, Way, Parker) | 2:26  |
|     |                                       |       |
| 2.  | "Crystal Light" (Schenker, Mogg)      | 3:47  |
|     |                                       |       |
| 3.  | "Doctor Doctor" (Schenker, Mogg)      | 4:10  |
|     |                                       |       |
| 4.  | "Space Child" (Schenker, Mogg)        | 4:01  |
|     |                                       |       |
| 5.  | "Rock Bottom" (Schenker, Mogg)        | 6:32  |
|     |                                       |       |
| 6.  | "Too Young to Know" (Way, Mogg)       | 3:10  |
|     |                                       |       |
| 7.  | "Time on My Hands" (Schenker, Mogg)   | 4:10  |
|     |                                       |       |
| 8.  | "Built for Comfort" (Dixon)           | 3:01  |
|     |                                       |       |
| 9.  | "Lipstick Traces" (Schenker)          | 2:20  |
|     |                                       |       |
| 10. | "Queen of the Deep" (Schenker, Mogg)  | 5:49  |
|     |                                       |       |
|     |                                       | 39:26 |
|     |                                       |       |

## Twórcy
- Phil Mogg – śpiew
- Andy Parker – perkusja
- Michael Schenker – gitara
- Pete Way – gitara basowa

## Single
1. "Doctor Doctor" / "Lipstick Traces" (1974) - #35 UK
2. "Rock Bottom" (1974)
3. "Rock Bottom" / "Doctor Doctor", "High Flyer" (1975)